# Даглас DC-7
Даглас DC-7 (енгл. Douglas DC-7) је био путничко транспортни четворомоторни авион металне конструкције за превоз 100 путника кога је производила фирма Даглас (Douglas Aircraft Corporation) почевши од 1953. па до 1958. године. Био је последњи авион у Дагласовој породици путничких авиона на клипно елисни погон која је почела са Даглас  а завршава се са Даглас DC-7. Наследио га је Даглас  први авион из Дагласове фамилије који је покретан млазним моторима.

## Пројектовање и развој
Авион Даглас DC-7 је настао на захтев ваздухопловне компаније American Airlines, која је желела авион за непрекидан лет од источне до западне обале САД што је трајало око 8 сати непрекидног лета. Претходни авион DC-6B то није био у стању да омогући. Даглас се прихватио тог посла и прототип авиона Даглас DC-7 конципиран на основу свог успешног претходника DC-6B и тешког карго транспортног авиона Даглас . Полетео је маја месеца 1953. године а већ у новембру исте године промовисан је непрекидан лет од једне до друге обале САД. С обзиром да овако захтевне линије нису пролазиле без тешкоћа Даглас је избацио варијанту авиона Даглас DC-7B са повећанном снагом мотора и капацитетом резервоара за гориво.

### Технички опис
DC-7 је нискокрилни путнички авион металне конструкције са четири мотора на трапезастим крилима авиона, увлачећим стајним трапом типа трицикл са носном ногом са једним точком и дуплираним точковима на свакој нози испод мотора. 
Труп авиона је кружног попречног пресека монокок конструкције. На почетку трупа се налазила кабина пилота са два седишта једно поред другог, иза пилотске кабине налази се простор за навигатора и стјуардесу и нуспорсторије (чајна кухиња и остава за храну), затим путничка кабина са две колоне седишта и пролазом кроз средину кабине. У репу авиона су се налазили санитарни простор и пртљажник. Испод пода кабине се налазио пртљажни простор. 
Реп авиона се састоји од једног вертикалног стабилизатора и кормила правца и два хоризонтална стабилизатора са кормилима дубине. Носеће конструкције репа су металне а облога од алуминијумског лима причвршћена закивцима. Управљачке површине кормило правца и кормило дубине су металне конструкције обложене алуминијумским лимом.

### Варијанте авиона Даглас
- - основна верзија путничког авиона са 99 седипшта,
- - верзија путничког авиона са вовећани резервоарима за гориво,
- - верзија путничког авиона као DC-7B са 105 седишта,
- - верзија путничког авиона,
- - верзија теретног (карго) авиона која је добијена конверзијом коришћених авиона DC-7 и DC-7C,

## Оперативно коришћење
Авион Даглас DC-7 произведен у 338 примерака у периоду од 1953. до 9. августа 1958. године. У току свог комерцијалоног живота авиона Даглас DC-7 је летео широм света, радо су га користиле авио-компаније у САД (PAA, Western, United Air Lines, United, American Arlines System, PSA, TWA, ONA, Nord American, Transocean, NAA), Канади (TCA, Bufalo Airways), Европи (BCPA, KLM, SAS, Swissair, Icelandair, SABENA), Аустралији(Qantas), Јужној Америци и Јужној Африци.

## Земље које су користиле овај авион
| - Колумбија - Белгија - Бразил - Канада - Француска - Ирска - Иран - Италија - Мексико - Холандија - Хондурас | - Јужна Африка - Јапан - Родезија - Шведска - Данска - Норвешка - Немачка - Шпанија - Швајцарска - САД - Велика Британија |